# Brasão de Guarará
O brasão de Guarará é um dos símbolos que representam o município brasileiro de Guarará, estado de Minas Gerais. O seu escudo obedece a forma padrão Heráldica do francês moderno, somático ou samnítico, caracterizado pelas bases superiores esquerda e direita em um traço horizontal perfeito, as duas bases inferiores, esquerda e direita em curca acentuada e o centro da base inferior em seta, ou pontiagudo.
Instituitos pelo prefeito Edir Cassete, em dezembro do ano de 1979, o Brasão e a Bandeira do município e, como símbolos municipais que são, refletem a identidade, a tradição e a origem do povo e do município. O brasão (assim como a bandeira) por excelência é de fato o emblema mais importante de uma freguesia, vila, cidade, estado, país ou entidade. É ele a história, a origem, a demarcação dos anseios de um povo. É um símbolo universal e sua grandeza se expressa através do número de torres da coroa.

## Descrição

### Disposição ornamental
- Item 1 - Escudo samnítico, entra na heráldica brasileira, lembrando a raça latina, foi o primeiro escudo neste sentido, introduzido em Portugal, por influência francesa;
- Item 2 - A Coroa Mural, que o sobrepõe, representa a cidade, é de prata e sintetiza os nobres sentimentos de seu povo. Em heráldica é o símbolo Universal dos brasões de domínio;
- Item 3 - Acantonado em chefe, Estrela de Ouro, simbolizando os personagens que contribuíram com a formação do curato, é doadores de terras, que motivou o surgimento do arraial "Espírito Santo do Mar de Espanha" Domingos Ferreira Marques e Esposa, Dona Feliciana Francisca Dias - Em 20 de julho de 1828;
- Item 4 - Segunda Estrela de Ouro ao centro é uma homenagem às personalidade políticas e seus concidadãos, que contribuíram, com o desenvolvimento e emancipação do município;
- Item 5 - À sinistra (esquerda), Escudete de Ouro, carregado com uma cruz cristã em goles (vermelho) encimado por uma pomba que projeta seus raios de graças. Torna-se uma peça parlante, que homenageia a índole religiosa de seus habitantes - A Pomba, O Divino Espírito Santo seu padroeiro, a Cruz, o símbolo cristão, lembra o sacrifício de Cristo, convertido na maior fé e bem espiritual;
- Item 6 - Em franco à destra (direita), Berrante de Ouro, representativo da pecuária local;
- Item 7 - No Contra-chefe - Tambores rústicos, caracterizando o topônimo Guarará -, que na linguagem dos gentios, significa: ruido estrepitoso dos tambores(rufar), também significa o manhoso, o investigador;
- Item 8 - Laterais com ramos de café e pé de cana ao natural representativos das principais fontes agrícolas, de um modo geral a agricultura;
- Item 9 - Listel em goles (vermelho) carregado com os dizeres em argente (prata), com o nome do município Guarará e as legendas, também em argente, no lado destro (direito) a data 1828 que nos remete ao início do povoamento da região e à senestra (esquerdo) a data 1891, simbolizando a emancipação como Município.

### Metais eEsmaltes
- a) Argente (prata) - Na coroa-mural, na pomba e no contra-chefe - É hieroglifo de paz, trabalho, amizade, prosperidade e pureza;
- b) Jalde (ouro) - Nas estrelas, no escudete, berrante e nos tambores - Símbolo heráldico de nobreza, autoridade, glória, esplendor e mando;
- c) Blau (azul) - No escudo, simboliza em heráldica, boa fama e nascimento nobre.
- d) Goles (vermelho) - No listel, coragem e intrepidez - A luta pelo desenvolvimento do Município.

### Construção modular
A reprodução do Brasão de armas da cidade e município de Guarará, obedecerá a seguinte construção modular:
- Altura do Escudo - 8 módulos;
- Largura do Escudo - 7 módulos;
- Altura da Coroa mural - 2 módulos;
- Largura do Escudete - 2 módulos;
- Altura do Escudete - 2,5 módulos;
- Berrante e Estrelas - 1,5 módulos;
- Largura do Listel - 1,3 módulos;